# 小熊美香
小熊 美香（おぐま みか、1986年3月25日 - ）は、フリーアナウンサー、元日本テレビアナウンサー。

## 来歴
- 静岡県富士宮市出身。出生地は東京都多摩市。過去に埼玉県に住んでいたことがある。他局で同じ年にアナウンサーとなった竹内由恵や八木麻紗子、相内優香らと共にキャンパスパーク出身。竹内とは現在でも交友がある[4]。
- 血液型O型。上智大学外国語学部英語学科卒業。桐陽高等学校在学中にカナダに1年間留学している。大学卒業後の2008年4月に日本テレビ入社。入社式に『ラジかるッ』の出演者が乱入した際、出演者達からのインタビューに登場している。
- 2009年4月1日から『小熊のベア部屋』で初の冠番組を担当する。
- 2009年7月9日に結成されたアナウンサーユニット「ベアーズ」の一員に抜擢された。
- 2009年10月7日より『Oha!4 NEWS LIVE』で初めてメインキャスターを務める[5]。
- 2010年3月29日スタートの『news every.』でサブキャスターを務める[6]。翌年10月にニュースキャスターのポジションを獲得し、丸岡いずみの後任を務める。
- 2013年8月10日に一般の会社員男性と結婚[7]。
- 2014年3月21日、『news every.』を卒業[8]。3月31日、『ZIP!』に2代目ニュースキャスターとして加入。
- 2017年2月17日、『ZIP!』の番組内で、第1子妊娠を報告[9]。
- 2017年3月31日、約3年に渡って『ZIP!』のニュースキャスターを産休に伴い、卒業。後任は後輩アナである徳島えりかが務める。
- 2017年5月30日、2012年以来務めた『キユーピー3分クッキング』を勇退[10]。
- 2017年7月24日、第1子を出産[11]。
- 2017年12月18日付で「第1子出産後は子育てに専念したい」として、10年間勤めた日本テレビ放送網を退職[12]。
- 日本テレビ退社以降、スタジオマリオのCMに出演するなどしている。
- 2019年、個人事務所「合同会社ベアベア」を設立。
- 2020年8月3日、第2子の妊娠を報告[13]。9月19日、第2子出産を報告[14]。
- 2021年6月よりアプレとマネジメント提携を結ぶ。

## 人物
- 学生時代に吹奏楽と水泳の経験がある。
- 所持資格は、普通自動車第一種免許、英語検定準1級。
- 趣味は、休日の洗濯、夜の散歩、健康に良いものを食べること。特技はオーボエとゴスペル。
- 得意料理は親子丼。
- 嫌いな食べ物はピーマン。
- 『ズームイン!!SUPER』出演当時には、当時の共演者であった羽鳥慎一、田中毅及び奥浜レイラに「おぐまん」と呼ばれていた。

## 出演

### テレビ番組

#### レギュラー
- イチオシ!!日テレ☆アナちゃんRookies（日テレプラス、2008年9月6日 - 2009年2月5日放送分）[15]
- ズームイン!!SUPER - 天気コーナー及び「くまトレ」（2008年10月1日から2009年10月2日まで月 - 金曜、2009年10月5日から2010年3月23日までは月・火曜担当）[16]
- 小熊のベア部屋（2009年4月2日 - 2010年8月24日）
- Oha!4 NEWS LIVE（水曜 - 金曜、2009年9月30日 - 2010年3月26日）
- news every.（2010年3月29日 - 2014年3月21日、全日出演キャスター）
- バカなフリして聞いてみた（アシスタント　2011年4月19日 - 9月20日）
- キユーピー3分クッキング（2012年7月2日[17] - 2017年5月30日[10]、月曜日・火曜日・土曜日）
- 日テレアップDate!（2012年10月7日 - ）
- ZIP!（2014年3月31日 - 2017年3月31日、放送全曜日ニュースキャスター）
- 内村てらす（2016年1月22日 - 2017年7月25日）

#### 単発
- サッカー[18]などのスポーツ中継
- ラジかるッ（2008年4月1日入社式）
- 天才!!カンパニー（2008年8月21日放送分、VTR出演）
- あすの天気
- NFL倶楽部
- 天才!志村どうぶつ園（2009年5月23日放送、2009年3月収録） - パンくんの社会科研修、新人アナウンサー役。ゴスペルを披露。
- Touch! eco 2009 いま、私達にできること。 ズームイン!!SUPER×NEWS ZERO（2009年6月7日）イベントレポーター
- 笑点 アナウンサー大喜利（第2176回、第2248回、第2327回放送）
- ものまねグランプリ（2009年9月21日放送）
- CAPTAIN!TV（2010年4月30日放送）
- NEWS ZERO（2010年6月24日放送） - サッカーW杯日本vsデンマーク、直前の様子をデンマーク大使館から中継
- ヒルナンデス!（2011年9月29日・30日、2012年9月17日 - 19日、2013年10月14日 - 16日、2014年10月15日、2015年3月4日・10日・9月8日、水卜麻美の代理）
- 24時間テレビ35・佐々木健介一家チャリティーマラソン実況（桝太一と共に。2012年8月25日、26日）
- 花のテレ金ちゃん・第1部（テレビ金沢、2014.5.16[19]）「テレ金おもてなしフェスタ」でのトークショーの前日にゲスト
- NNNストレイトニュース（2014年8月25日 - 27日、2015年4月6日・5月4日 - 6日・8月24日・25日・28日、2016年1月25日・8月22日 - 26日、2017年1月4日 - 6日、森富美の代理）

### ミュージック・ビデオ
- 東方神起「Kiss The Baby Sky」（2009年） - 『ズームイン!!SUPER』で共演していた羽鳥慎一・西尾由佳理（いずれも当時は日本テレビアナウンサー）との3人での出演。

### CM
- スタジオマリオ 入学・入園キャンペーン（2019年）[20]

## 元同期
- 加藤聡（2010年6月まで日テレアナ。 同年7月より報道局所属記者。）
- 佐藤義朗（2022年5月末退社。 退社後、家業を継ぎ、メディアから完全引退した。）